# Ik heb schijt
Ik heb schijt is een lied van de Nederlandse rapper Kempi. Het werd in 2023 als single uitgebracht.

## Achtergrond
Ik heb schijt is geschreven door Jerreley Slijger en geproduceerd door Magicknocker. Het is een lied uit het genre nederhop. Het is een bewerking van het nummer Don't Matter van Akon uit 2006. In het lied zingt en rapt de artiest over hoe anderen vinden dat hij niet met degene mag zijn die hij liefhebt, maar dat hij niet om hun mening geeft en wel met die ander wil zijn. 

## Hitnoteringen
De zanger had weinig succes met het lied in de Nederlandse hitlijsten. Er was geen notering in de Single Top 100 en ook de Top 40 werd niet bereikt. Bij laatstgenoemde was er wel de twaalfde positie in de Tipparade.